# ポッレッタ・テルメ
ポッレッタ・テルメ（伊: Porretta Terme）は、イタリア共和国エミリア＝ロマーニャ州ボローニャ県に存在した基礎自治体（コムーネ）。
2016年1月1日に、グラナリオーネと合併して、アルト・レーノ・テルメとなった。

## 姉妹都市
- Francisco Villa、メキシコ 2004年
- Ollioules、フランス 2004年